# Nicola Sturgeon
Nicola Ferguson Sturgeon (Irvine, 19 luglio 1970) è un'ex politica scozzese. Primo ministro della Scozia e leader del Partito Nazionale Scozzese dal 2014 al 2023, è stata la prima donna a detenere entrambe le cariche. Siede nel parlamento scozzese dal 1999, prima come membro addizionale per la regione elettorale di Glasgow dal 1999 al 2007, poi come deputato per il collegio di Glasgow Southside dal 2007 (chiamato Glasgow Govan dal 2007 al 2011).

## Biografia
Nata a Irvine nell'Ayrshire il 19 luglio 1970, figlia maggiore di due nate da Joan Kerr Sturgeon (nata Ferguson, 1952), un'infermiera dentale, e Robin Sturgeon (1948), un elettricista, cresciuta a Prestwick e nel villaggio di Dreghorn, in una casa popolare, si è laureata in giurisprudenza presso l'Università di Glasgow, lavorò come solicitor a Glasgow. Nella sua adolescenza, Sturgeon si è unita alla Campagna per il disarmo nucleare e nel 1986, all'età di 16 anni, diventa membro dello Partito Nazionale Scozzese. Alle elezioni parlamentari in Scozia del 1999 si è candidata al Parlamento scozzese, venendo eletta e ricoprendo in seguito l'incarico di ministra ombra del SNP per l'istruzione, la salute e la giustizia.
Il 24 giugno 2004 annunciò che si sarebbe candidata alla leadership del SNP a seguito delle dimissioni di John Swinney per i scarsi risultati nelle elezioni europee. Tuttavia, si ritirò in seguito in favore di Alex Salmond, che la nominò sua vice nel ticket elettorale. Entrambi furono eletti e, dato che Salmond era ancora deputato alla Camera dei comuni, Nicola Sturgeon condusse il SNP al Parlamento scozzese dal 2004 al 2007, quando Alex Salmond fu eletto al Parlamento scozzese alle elezioni del 2007. Il SNP ottenne la percentuale più alta di seggi alle elezioni del 2007, e Alex Salmond fu nominato Primo Ministro della Scozia. Egli nominò Nicola Sturgeon Vice Primo Ministro, e Segretario di Governo alla Salute e al Benessere. Nel 2012 fu inoltre nominata Segretario di Governo per le Infrastrutture, Investimenti e Città.

### Primo ministro della Scozia
A seguito della sconfitta della campagna per il "Sì" al referendum sull'indipendenza della Scozia del 2014, Alex Salmond annunciò le dimissioni da leader di partito alla conferenza di partito del SNP nel novembre dello stesso anno, e affermò che si sarebbe dimesso appena eletto il nuovo leader di partito. Nessun altro avanzò la candidatura quando le nomination chiusero il 15 ottobre, pertanto Nicola Sturgeon fu eletta senza contendenti alla conferenza annuale del SNP il 14 novembre.
Il 19 novembre fu eletta formalmente alla successione di Salmond come Primo Ministro.
Dopo che alle elezioni scozzesi del maggio 2021 il Partito Nazionale Scozzese ottiene la maggioranza di voti, Sturgeon dichiara che la Scozia terrà un altro referendum sull'indipendenza dal Regno Unito.
Il 15 febbraio 2023, nel corso di una conferenza stampa tenuta a Bute House, annuncia che si dimetterà da leader del Partito Nazionale Scozzese e primo ministro non appena il suo partito indicherà un successore, motivando la scelta come una decisione maturata col tempo, a cui ha pensato per diverse settimane non avendo le energie necessarie a portare avanti ancora a lungo un incarico che già ricopre da oltre otto anni, e smentendo chi sostiene che abbia ceduto alle pressioni di chi ha criticato il suo operato.
Termina ufficialmente le sue funzioni di leader il 27 marzo 2023, con la nomina di Humza Yousaf e altresì quelle di premier il giorno successivo.

### Vicende giudiziarie
L'11 giugno 2023 viene annunciato il suo arresto per reati finanziari, per distrazione di 600.000 £ di donazioni dalle casse del suo partito. Viene rilasciata senza accusa dopo poche ore. Per la stessa inchiesta erano già stati arrestati nei mesi precedenti, e anche loro rilasciati subito dopo l'interrogatorio, il marito nonché amministratore del partito ed il tesoriere.

## Pensiero politico
Sturgeon si oppone al rinnovamento del programma di approvvigionamento di armi nucleari del Regno Unito. Ha duramente criticato le politiche di austerità, sostenendo che l'economia dell'austerità del governo del Regno Unito sia "moralmente ingiustificabile e economicamente non sostenibile.
Sturgeon si definisce femminista, promuovendo i diritti delle donne e l'uguaglianza di genere: sostiene che il movimento femminista scozzese non sia solo simbolico, ma che "mandi un forte segnale sull'equità". Sostiene che una delle sue grandi ispirazioni sia l'economista femminista Alisa McKay.
Nell'aprile 2019, durante una conferenza dell'SNP, Sturgeon ha dichiarato ci sia un'emergenza climatica, sostenendo che il diossido di carbonio in Scozia stia causando l'innalzamento del livello del mare e che questo potrebbe avere un impatto negativo sulla possibilità di arrivare all'indipendenza.
Nel 2021 e nel 2023, è stata classificata da Politico Europe tra le 28 personalità europee più potenti d'Europa, inserendola, prima, nella categoria Disruptors (ottava) e, poi, in quella Dreamers (seconda).